# Christoph Langen
Christoph Langen (Keulen, 27 maart 1962) is een Duits voormalig bobsleepiloot en remmer. Langen nam in 1988 als remmer deel aan de Olympische Winterspelen 1988. Langen behaalde zijn eerste succes als remmer van Wolfgang Hoppe met het winnen van de wereldtitel in 1991 in de viermansbob. In het volgende seizoen kwam Langen als piloot in actie. Langen won tijdens de Olympische Winterspelen 1992 de bronzen medaille in de tweemansbob. Langen won in 1998 olympisch goud in de viermansbob en de bronzen medaille in de tweemansbob. Vier jaar later won Langen samen met Markus Zimmermann olympisch goud in de tweemansbob. Langen werd in zijn carrière vijf keer wereldkampioen in de tweemansbob en twee keer in de viermansbob. Langen won driemaal de Wereldbeker bobsleeën in de tweemansbob en eenmaal in de viermansbob. Langen was in de periode 2010 tot en met 2016 de Duitse bondscoach.

## Resultaten
- Olympische Winterspelen 1988 in Calgary 7e in de tweemansbob
- Olympische Winterspelen 1988 in Calgary 11e in de viermansbob
- Wereldkampioenschappen bobsleeën 1991 in Altenberg  in de viermansbob
- Olympische Winterspelen 1992 in Albertville  in de tweemansbob
- Wereldkampioenschappen bobsleeën 1993 in Igls  in de tweemansbob
- Wereldkampioenschappen bobsleeën 1995 in Winterberg  in de tweemansbob
- Wereldkampioenschappen bobsleeën 1996 in Calgary  in de tweemansbob
- Wereldkampioenschappen bobsleeën 1996 in Calgary  in de viermansbob
- Olympische Winterspelen 1998 in Nagano  in de tweemansbob
- Olympische Winterspelen 1998 in Nagano  in de viermansbob
- Wereldkampioenschappen bobsleeën 1999 in Cortina d'Ampezzo  in de tweemansbob
- Wereldkampioenschappen bobsleeën 2000 in Altenberg  in de tweemansbob
- Wereldkampioenschappen bobsleeën 2000 in Altenberg  in de viermansbob
- Wereldkampioenschappen bobsleeën 2001 in Sankt Moritz  in de tweemansbob
- Wereldkampioenschappen bobsleeën 2001 in Sankt Moritz  in de viermansbob
- Olympische Winterspelen 2002 in Salt Lake City  in de tweemansbob
- Olympische Winterspelen 2002 in Salt Lake City uitgevallen in de viermansbob
- Wereldkampioenschappen bobsleeën 2004 in Königssee  in de tweemansbob
- Wereldkampioenschappen bobsleeën 2004 in Königssee  in de viermansbob

1932: Hubert Stevens / Curtis Stevens ·
1936: Ivan Brown / Alan Washbond ·
1948: Felix Endrich / Friedrich Waller ·
1952: Andreas Ostler / Lorenz Nieberl ·
1956: Lamberto Dalla Costa / Giacomo Conti ·
1964: Anthony Nash / Robin Dixon ·
1968: Eugenio Monti / Luciano De Paolis ·
1972: Wolfgang Zimmerer / Peter Utzschneider ·
1976: Meinhard Nehmer / Bernhard Germeshausen ·
1980: Erich Schärer / Josef Benz ·
1984: Wolfgang Hoppe / Dietmar Schauerhammer ·
1988: Jānis Ķipurs / Vladimir Kozlov ·
1992: Gustav Weder / Donat Acklin ·
1994: Gustav Weder / Donat Acklin ·
1998: Günther Huber / Antonio Tartaglia en Pierre Lueders / David MacEachern ·
2002: Christoph Langen / Markus Zimmermann ·
2006: André Lange / Kevin Kuske ·
2010: André Lange / Kevin Kuske ·
2014: Beat Hefti / Alex Baumann ·
2018: Francesco Friedrich / Thorsten Margis en Justin Kripps / Alexander Kopacz ·
2022: Francesco Friedrich / Thorsten Margis
1924: Scherrer / Neveu / A.Schläppi / H.Schläppi ·
1928: Fiske / Tucker / Mason / Gray / Parke ·
1932: Fiske / Eagan / Gray / O'Brien ·
1936: Musy / Gartmann / Bouvier / Beerli ·
1948: Tyler / Martin / Rimkus / D'Amico ·
1952: Ostler / Kuhn / Nieberl / Kemser ·
1956: Kapus / Diener / Alt / Angst ·
1964: V.Emery / Kirby / Anakin / J.Emery ·
1968: Monti / De Paolis / Zandonella / Armano ·
1972: Wicki / Leutenegger / Camichel / Hubacher ·
1976: Nehmer / Babock / Germeshausen / Lehmann ·
1980: Nehmer / Musiol / Germeshausen / Gerhardt ·
1984: Hoppe / Wetzig / Schauerhammer / Kirchner ·
1988: Fasser / Meier / Fässler / Stocker ·
1992: Appelt / Schroll / Winkler / Haidacher ·
1994: Czudaj / Brannasch / Hampel / Szelig ·
1998: Langen / Zimmermann / Jakobs / Hampel ·
2002: Lange / Kühn / Kuske / Embach ·
2006: Lange / Hoppe / Kuske / Putze ·
2010: Holcomb / Mesler / Tomasevicz / Olsen ·
2014: Melbārdis / Dreiškens / Vilkaste / Strenga  ·
2018: Friedrich / Bauer / Grothkopp / Margis   ·
2022: Friedrich / Margis / Bauer / Schüller
- Gemeinsame Normdatei: 133561984
- Virtual International Authority File: 72585765
- WorldCat: E39PBJpDWxhkrg4hcxjhD9WMT3